# Río Baoulé
El río Baoulé, a veces escrito Baule, es un río del África occidental que discurre enteramente por Malí, el principal afluente del río Bakoye, una de las cabeceras del río Senegal. 
Su longitud es de unos 500 km y su cuenca drena unos 65 000 km². El sistema del Bakoye–Baule supera los 600 km (siguiendo los criterios hidrográficos habituales, debería de considerarse en puridad el ramal del Baule como la fuente, ya que el Bakoye apenas tiene 400 km de longitud). El río Baoulé no es navegable.

## Geografía
El río Baule nace en las colinas del suroeste de Malí, cerca de la frontera con Guinea, unos 120 kilómetros al suroeste de Bamako, la capital del país. Discurre primero en dirección norte, durante una distancia de más de 200 km, en el que el río es el límite natural entre las regiones de Kayes y Kulikoró. 
En este tramo el río también es el límite de la Reserva Fina y luego del parque nacional Boucle du Baoulé (de 3.330 km²), declarado por la UNESCO en 1999 patrimonio de la Humanidad.
Se vuelve luego el río hacia el oeste, dejando de ser límite regional, pero siendo aun el límite del parque nacional, describiendo una amplia curva, y, a continuación, hace unos bucles muy grandes que le conduce hacia el noreste, luego hacia el oeste, luego hacia el sureste-oeste y finalmente hacia el sur. Su curso es, en toda esta zona de meandros, el límite norte del parque nacional. En la última parte de su recorrido, fluye hacia el suroeste. Pronto llegó a la desembocadura con el río Bakoye, al que da sus aguas por la margen derecha una docena de kilómetros aguas abajo de la localidad de Toukoto, casi duplicando el caudal de este último.

## Régimen hidrológico
El caudal del río Baoulé ha sido observado durante 39 años (1952-90) en la pequeña localidad de Bougouda, donde confluye con el río Bakoye. En Bougouda, el caudal anual medio o módulo observado durante ese período fue de 64 m³/s, siendo la cuenca drenada de aproximadamente 65 000 km² (toda la cuenca del río).
La lámina de agua que fluye en la cuenca vertiente alcanza los 31 mm por año, que debe de considerarse muy baja, conforme con el contexto del clima interior seco imperante en la mayor parte de la cuenca.
El régimen del río es muy irregular y depende totalmente de las precipitaciones del monzón. El Baoulé puede considerarse un río moderadamente abundante, pero desigual en extremo. Conoce largos periodos de sequía, de diciembre a mayo, que incluso le dejan completamente seco. El caudal mensual promedio observado entre abril y mayo (mínimo de estiaje) es inferior a 0,1 m³/s (100 litros) o más de 3000 veces menor que el caudal medio en septiembre, reflejando su muy irregular de temporada.
Caudal medio mensual medido en la confluencia con el Bakoye, en Bougouda
(en m³/s, para una cuenca vertiente de 65000 km². Datos calculados para el período 1952-90) 